# Abdulhadi al-Khawaja
Abdulhadi al-Khawaja, né le 5 avril 1961 au Bahreïn, est un militant bahreïni des droits de l'Homme.

## Biographie
Après avoir terminé sa scolarité au Bahreïn en 1977, il part au Royaume-Uni pour poursuivre ses études. En 1979, à Londres, il participe à des activités étudiantes dénonçant des arrestations au Bahreïn. En réponse à ces prises de position, il est privé de passeport et sommé de rentrer au Bahreïn. Al-Khawaja décide de rester à l'étranger pour éviter d'être arrêté et torturé, comme d'autres étudiants dans son cas.

### Droits de l'homme au Bahreïn
En 1991, il obtient l'asile politique au Danemark. L'année suivante, il est l'un des fondateurs de l'Organisation des droits de l'homme au Bahreïn, basée à Copenhague, dont il devient le président. Après le changement de roi en 1999, une amnistie est prononcée en faveur des opposants à l'étranger, ce qui convainc al-Khawaja de rentrer au Bahreïn en 2001. En 2002, il est l'un des fondateurs et prend la direction du Centre bahreïni des droits de l'homme. Il est aussi l'un des cofondateurs du Comité bahreïni du chômage.

### Retour au Bahreïn
Dès 2002, Al-Khawaja est l'objet de violences physiques, sans qu'aucune enquête ne soit menée, malgré les plaintes de l'ONU et d'ONG internationales.
Le 25 septembre 2004, il est arrêté une première fois, après avoir critiqué le premier ministre et accusé le régime de corruption. Après deux mois de détention, il est condamné à un mois de prison, mais bénéfice d'un pardon royal et relâché. Le Centre bahreïni des droits de l'homme est interdit, mais il continue ses activités de manière clandestine.
Le 15 juin 2005, alors que le Comité pour les chômeurs s'apprête à manifester contre le budget 2005-2006, les forces de sécurité chargent violemment contre les manifestants, blessant de nombreuses personnes, dont al-Khawaja. Il est à nouveau arrêté en 2007, puis en 2010. 

### Condamnation à vie
Dès le début du printemps arabe, al-Khawaja est à la tête des mouvements pro-démocratie qui se manifestent au Bahreïn. Le 9 avril 2011, il est arrêté brutalement à son domicile. Pendant sa détention, il est battu et torturé, ce qui nécessite une opération chirurgicale à la tête dans un hôpital militaire. Lors d'une audition, le 16 mai 2011, les juges refusent d'enquêter sur ses plaintes. Le 22 juin 2011, il est condamné, comme huit autres militants, à la réclusion à perpétuité pour activités « terroristes » et « espionnage au profit de l'Iran »,.
Le 8 février 2012, il commence une grève de la faim. Il la cesse le 28 mai 2012, au 110e jour de grève, après avoir été nourri de force.
Le 25 août 2014, il entame une nouvelle grève de la faim, en compagnie de douze autres prisonniers politiques. Ils cessent leur action 30 jours plus tard.
Le 20 avril 2015, il réitère une nouvelle grève de la faim, pour dénoncer les conditions de détention et la toruture dont sont victimes les résidents de sa prison.
En mars 2021, différentes organisations de droits de l'homme ont appelé à la libération immédiate d'Al-Khawaja. Selon le rapport du Bahrain Center for Human Rights (BCHR) et du Gulf Center for Human Rights (GCHR), Al-Khawaja a été systématiquement torturé, physiquement, abusé sexuellement et soumis à un long délai solitaire.
En novembre 2022, les autorités bahreïnites ont porté 4 nouvelles accusations contre Alkhawaja pour ses manifestations contre les conditions difficiles de la jau prison. Cependant, ADHRB a condamné toutes les accusations et a demandé au gouvernement bahreïni de le libérer.
En décembre 2022, l'UE a exprimé ses préoccupations concernant les mauvais traitements et la torture d'Al-Khawaja. Ils ont également exigé que le gouvernement bahreïnien libére immédiatement et inconditionnellement Al-Khawaja et d'autres prisonniers de conscience.
En mai 2023, les autorités de Bahreïn ont appelées par les groupes de défense des droits humains dans une déclaration conjointe pour publier immédiatement Al-Khawaja.